# نادي تراباني لكرة السلة
نادي تراباني لكرة السلة (بالإيطالية: Club Sportivo Pallacanestro Trapani)‏ هو فريق كرة سلة إيطالي للمحترفين تأسس في سنة 1964 يقع مقره في تراباني، صقلية. يلعب في الدوري الإيطالي لكرة السلة الدرجة الثانية.

## أبرز اللاعبين
من أبرز اللاعبين الذين لعبوا معه:
- أليكس ليجين
- أوغوستو بينيلي
- بوب ثورنتون
- كريس أوينز
- غريغ نيوتن
- جون شاسكي
- كريس كلاك
- ريجي جونسون
- رون روان
- ستيفن هوارد

## وصلات خارجية
- الموقع الرسمي